# Radapertizare
Radapertizarea este o formă de iradiere a alimentelor în care se aplică o doză de radiații ionizante suficientă pentru a reduce numărul și activitatea microorganismelor viabile într-o asemenea măsură încât foarte puține mai pot fi detectate prin orice metodă recunoscută (virusurile sunt exceptate). Alterarea microbiologică sau toxicitatea ar trebui să devină nedetectabile într-un produs alimentar astfel tratat, indiferent de modul în care acesta este stocat, cu condiția ca ambalajul să rămână intact. Doza necesară radapertizării este de obicei cuprinsă în intervalul 25–45 kGy.
Alimente radapertizate ambalate corect pot fi păstrate pe termen nelimitat.
Denumirea procesului este o combinație între termenii radiatie și Appert (om de știință și inginer francez care a inventat sterilizarea alimentelor pentru trupele lui Napoleon).